# Amiranten

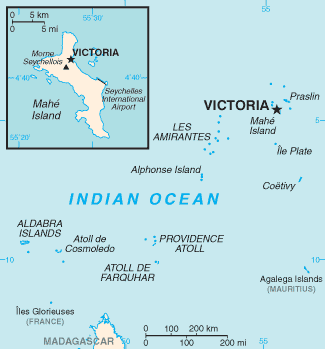
Ligging van de Amiranten

De Amiranten (Frans: Les Amirantes, Engels: Amirante Islands) zijn een groep eilanden en atollen van de Seychellen. De Amiranten behoren tot de buitenste eilanden van de Seychellen en liggen ten zuidwesten van het hoofdeiland Mahé.

## Geschiedenis
Op zeekaarten van Arabische kooplieden uit de 9e eeuw stonden deze eilanden al getekend, maar ze kregen hun naam pas in 1502, nadat Vasco da Gama ze (her)ontdekt had. Op 16e-eeuwse kaarten worden de eilanden Ilhas do Amirante (Admiraalseilanden) genoemd, naar de benoeming van Vasco da Gama tot admiraal.

## Geografie
De Amiranten bestaan uit acht aparte zandeilanden, waarvan er vijf lage (D'Arros, African Banks/Islands, Bertaut Reef, Étoile Cay en Boudeuse Cay) en drie hoger gelegen (Remire/Eagle, Marie-Louise en Desnœufs) zijn. Daarnaast zijn er drie atollen die in totaal uit zo'n 18 eilandjes bestaan. Twee zulke atollen zijn Desroches en Poivre. In totaal beslaan alle eilanden van de Amiranten 9,91 km². Alleen de vijf grootste eilanden zijn bewoond. Er wonen minder dan 100 mensen op de Amiranten, waarvan ongeveer 50 in Desroches.
Soms worden ook de Alphonse-eilanden bij de Amiranten gerekend. Dit zijn drie koraaleilanden zo’n 100 km ten zuiden van het zuidelijkste punt van de Amiranten. De Alphonse-eilanden bevatten Alphonse, Bijoutier en Saint-François en zijn allen onbewoond.